# Floriankapelle (Bystrzyca Kłodzka)

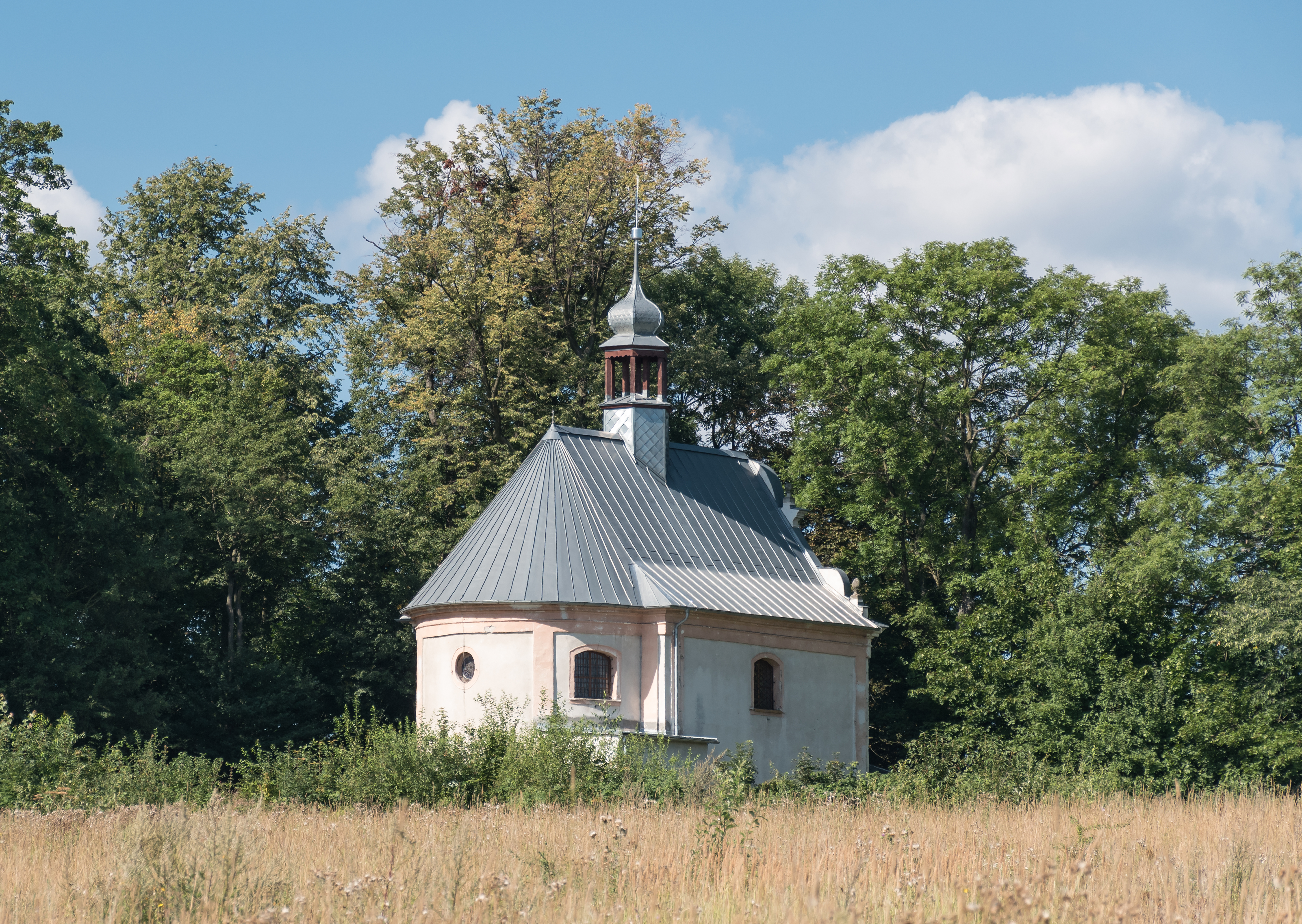
Die Floriankapelle

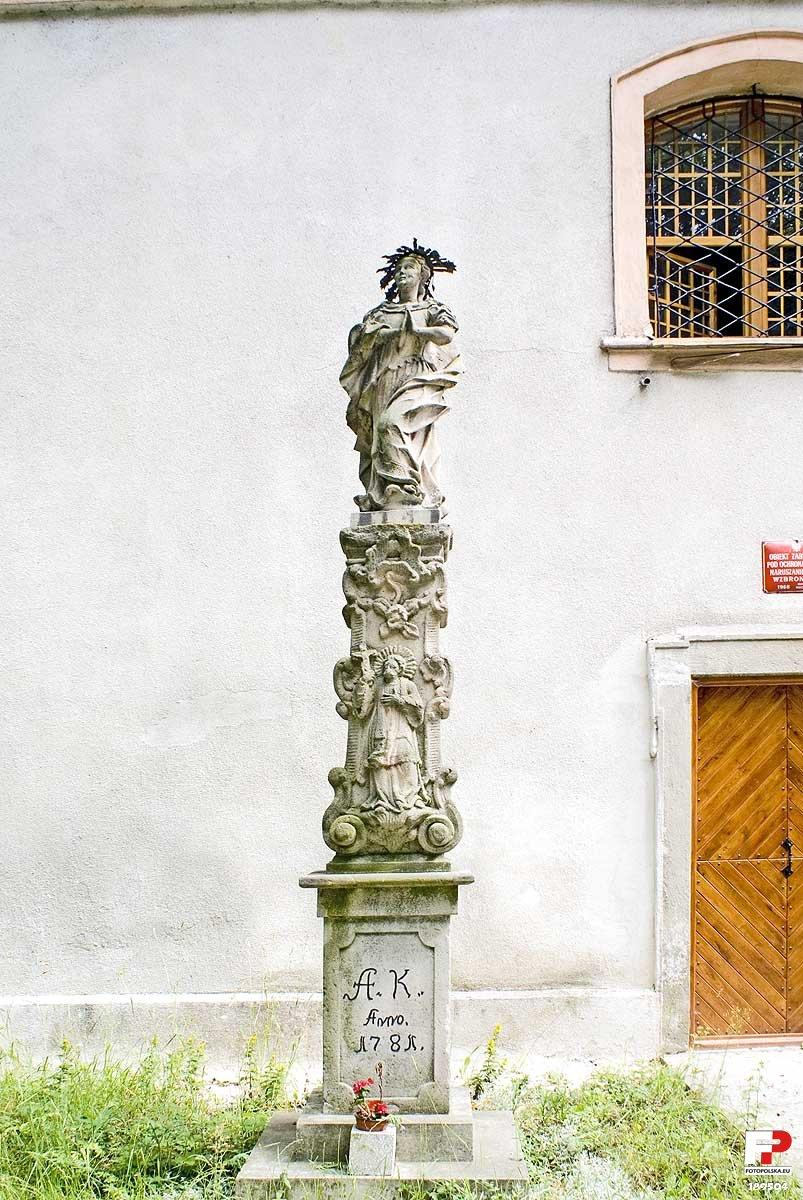
Bildsäule

Die Floriankapelle im niederschlesischen Bystrzyca Kłodzka (Habelschwerdt) ist eine römisch-katholische Kapelle und Filialkirche auf dem Florian(s)berg am Stadtrand. Die Kirche im barocken Stil stammt aus dem 18. Jahrhundert und ist dem heiligen Florian von Lorch geweiht. Die Floriankapelle gehört der Pfarrgemeinde St. Michael in Bystrzyca Kłodzka im Dekanat Bystrzyca Kłodzka des Bistums Świdnica (Schweidnitz) an. Sie befindet sich an der Ulica Floriańska.

## Geschichte
Die Kapelle wurde von 1724 bis 1725 erbaut. An dieser Stelle befand sich bereits ein Vorgängerbau aus Holz aus dem Jahr 1648. Sie war die Stiftung einer Gruppe von Bürgern unter der Leitung von Johann Michael Klapper. 1727 wurde die Kapelle geweiht. Da Habelschwerdt mehrfach von schweren Stadtbränden heimgesucht wurde, darunter 1703, wählte man den heiligen Florian als Schutzpatron gegen Feuer und die Feuerwehr für das Patrozinium der Kapelle. Zudem ist der heilige Florian auch Patron der Stadt. Im 19. Jahrhundert wurde die Kapelle restauriert.
Am 22. Dezember 1971 wurde die Kapelle unter Denkmalschutz gestellt.

## Architektur und Ausstattung
Bei der Floriankapelle handelt es sich um ein barockes Bauwerk mit verputzter Fassade. Sie besitzt ein kleines Türmchen mit Zwiebelturmhaube als Dachreiter.
In der Kirche befinden sich Skulpturen der Bildhauer Michael Klahr der Ältere (1693–1742) und Michael Klahr der Jüngere (1727–1807). Ein Teil der ursprünglichen Ausstattung wurde entfernt. An der Decke befindet sich ein Malerei mit dem heiligen Florian.
Vor der Kirche befinden sich ein Wegkreuz mit einer Figur des gekreuzigten Jesus aus dem Jahr 1896 und eine Bildsäule mit einer Madonnenfigur im Rokoko-Stil aus dem Jahr 1781, die vermutlich von Michael Klahr dem Jüngeren geschaffen wurde.
Siehe auch: Bystrzyca Kłodzka#Sehenswürdigkeiten (Beschreibung der Florianskapelle nach Joseph Kögler).